# Giuseppe Puini
Giuseppe Puini (Reggello, 21 luglio 1806 – Firenze, 9 agosto 1869) è stato un architetto italiano.

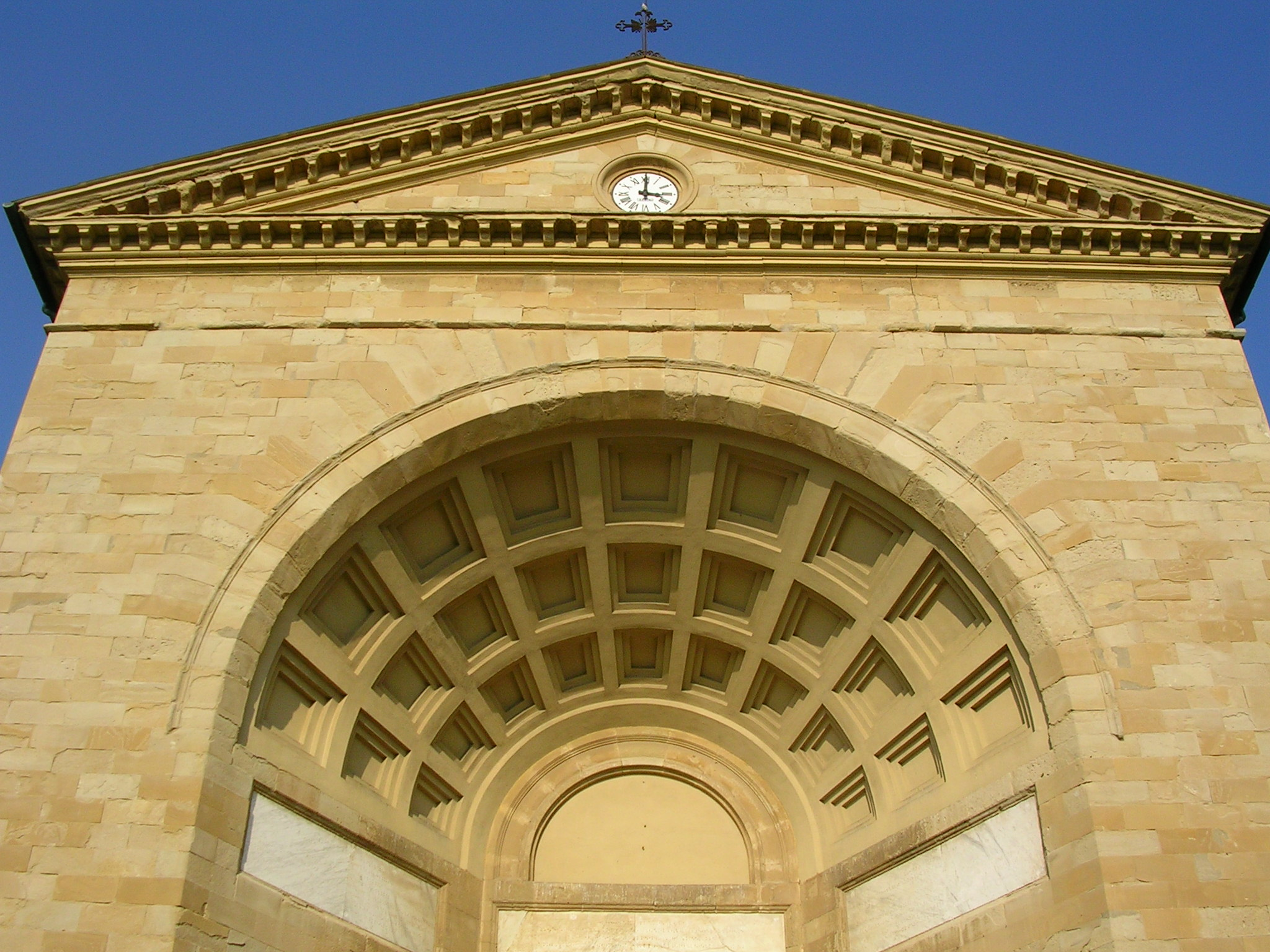
Particolare della chiesa di San Giuseppe a Livorno

Si formò all'Accademia di Belle Arti di Firenze ed in seguito ne divenne insegnante.
A Livorno, tra il 1839 ed il 1842, realizzò la chiesa di San Giuseppe, in cui confluiscono elementi neoclassici ispirati al non distante Cisternone: in particolare, degna di nota è la facciata della chiesa, dove è presente una sorta di nicchia decorata a lacunari.
La realizzazione dell'edificio fu una delle prime opere seguite dalla "Deputazione per le opere di pubblica utilità ed ornato", la commissione diretta da Alessandro Gherardesca per la programmazione e costruzione delle opere pubbliche livornesi: lo stesso Gherardesca dovette mediare i contrasti che erano sorti tra Puini e le maestranze del cantiere.
A Puini è stato attribuito anche il progetto della vicina chiesa di Sant'Andrea, ma testi specifici sull'argomento ne riferiscono la paternità a Gaetano Gherardi.
A Firenze, intorno al 1854, si occupò del disegno dei lungarni presso le Cascine e di una piccola torre per le antiche mura cittadine, nella zona di Oltrarno.
Fu sepolto nel Cimitero degli inglesi di Firenze.